# 山口誠 (バレーボール)
山口 誠（やまぐち まこと、1976年5月1日 - ）は、日本の元男子バレーボール選手、現指導者である。元日本代表。

## 来歴
石川県小松市出身。1991年の第5回さわやか杯（全国都道府県対抗中学バレーボール大会）で強化選手に選出される。
清風高等学校ではインターハイでベスト4の実績を残した。
筑波大学では同級生の加藤陽一とともに全日本インカレ連覇に貢献し、1998年に加藤、浅川敏、清水喬嗣とともに東レアローズの内定選手となる。1999年に筑波大学を卒業し東レに入社。
2002年には第51回黒鷲旗全日本選手権でMVPにあたる黒鷲賞とベスト6を獲得し、日本代表に選出。世界選手権に出場した。
2005年に東レを退団・退社し、デンマークのSKオーフスに移籍。翌年には選手兼任監督を務めた。
2007年に引退し帰国。筑波大学大学院に進学し、つくばユナイテッドSun GAIAの監督に就任した。
2009年、つくばユナイテッドを退団。母校の清風高等学校の教員となり、バレーボール部監督に就任した。

## 球歴
- ユニバーシアード日本代表 - 1997年、1999年
- 日本代表（2002年）
  - ワールドリーグ - 2002年
  - 世界選手権 - 2002年

## 受賞歴
- 2002年 - 第51回黒鷲旗全日本選手権 黒鷲賞（MVP）、ベスト6

## 所属チーム

### 選手
- 清風高等学校（1992-1995年）
- 筑波大学（1995-1999年）
- 東レアローズ（1999-2005年）
- SKオーフス（フランス語版）（2005-2007年）

### 指導者
- SKオーフス（フランス語版）（2006-2007年）
- つくばユナイテッドSun GAIA（2007-2009年）
- 清風高等学校（2009年-）